# Jackie Jackson
Sigmund Esco Jackson, znany jako Jackie Jackson (ur. 4 maja 1951 w Gary) – amerykański piosenkarz, były członek The Jackson Five, starszy brat Michaela Jacksona. Jest współtwórcą hitu „Can You Feel It” i autorem singla „Torture”, powstałych w okresie, gdy bracia występowali już jako The Jacksons. Ważniejsze partie wokalne Jackie Jacksona z tego czasu można usłyszeć w piosenkach „Wondering Who” i „Wait”. Ma dwójkę dzieci z małżeństwa z Enid Spann.

## Dyskografia

### Albumy solowe
- Jackie Jackson (1973)
- Be the One (1989)

### Single
- „Stay” (1989, #39 R&B)
- „Cruzin'” (1989, #58 R&B)